# Ростовка (Белинский район)
Ростовка — деревня в Белинском районе Пензенской области России. Входит в состав Камынинского сельсовета.

## География
Расположена в 8 км к юго-востоку от села Камынино, на левом берегу р. Большой Чембар.

## Население
| 2010 |
| ---- |
| 119  |

## История
Основано в середине XVIII века. В 1777 г. построена деревянная Рождественская церковь. В составе Полянской волости Чембарского уезда. С 1923 по 2010 г. в составе Верхнеполянского сельсовета. Бригада колхоза имени Шверника.